# Final de la Copa FIFA Confederaciones 2003

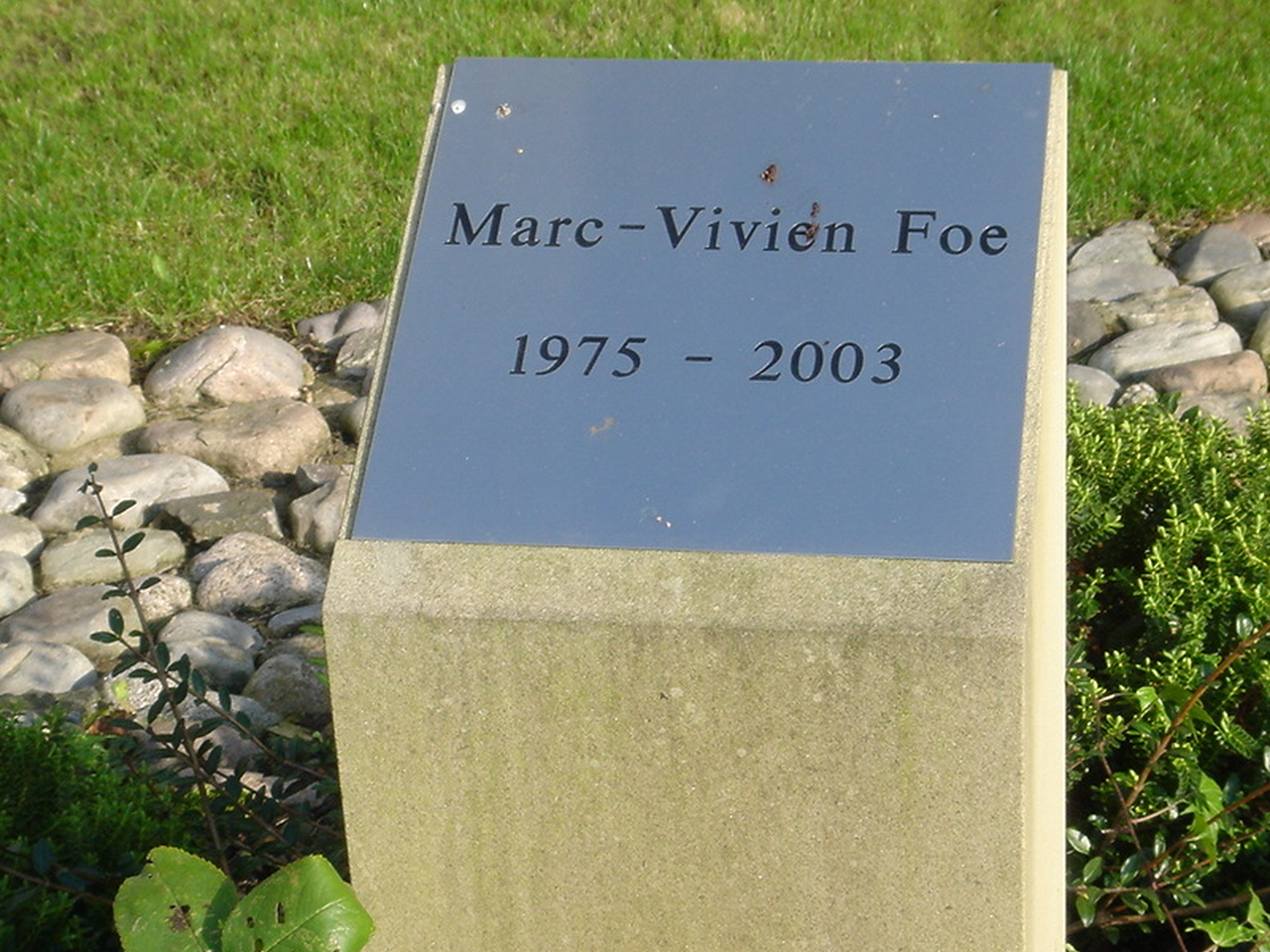
La final estuvo marcada por la muerte súbita en plena cancha de Marc-Vivien Foé. Antes de comenzar el partido se realizó un minuto de silencio, mientras que una vez finalizado el cotejo ambos conjuntos caminaron alrededor del estadio junto con la foto del futbolista fallecido.

La final de la Copa FIFA Confederaciones de 2003 se jugó en el estadio Stade de France el 29 de junio del mismo año, en el cotejo se enfrentaron las selecciones de Francia y Camerún. El partido terminó 1-0 a favor de los "galos" a través del gol de oro anotado por Thierry Henry en el minuto 97. Con esto consigue darle un título a Francia por medio de la misma vía con que lo hizo David Trezeguet anteriormente en la Eurocopa 2000.
Para la final el equipo camerunés usó camisas bordadas con el nombre y la fecha de nacimiento y muerte de Marc-Vivien Foé, como un tributo a al centrocampista que sufrió un paro cardíaco y murió en el terreno de juego durante el partido de semifinal contra Colombia. Se llegaron a realizarse una serie de homenajes al futbolista en el evento: Antes del encuentro se realizó un minuto de silencio por la trágica muerte del jugador africano, cuando Henry logró convertir el tanto del triunfo decidió no celebrarlo por respeto al equipo rival aunque si llegó a abrazarlo un compañero, mientras que cuando fue hecha la entrega del trofeo al capitán francés Marcel Desailly, este decidió levantarla en conjunto con Rigobert Song el capitán del equipo contrario como símbolo de unión, empatía y respeto, para que luego ambas selecciones dieran la vuelta olímpica por todo el estadio con una foto gigante del futbolista.
Francia fue el segundo país en conseguir el título siendo local, antes lo había hecho México (1999) y posteriormente lo realizaría Brasil (2013). Francia también fue el primer bicampeón de la competición y el segundo en llegar a 2 finales consecutivas (Argentina anteriormente llegó a esta instancia en 1992 y 1995 ganando tan solo la primera de las 2).

## Enfrentamiento
| Bandera de Camerún | vs. | Bandera de Francia |
| Camerún 0          | vs. | Francia 1          |
| ------------------ | --- | ------------------ |

## Camino a la final
| Equipo         | Pts. | PJ | PG | PE | PP | GF | GC | Dif |
| -------------- | ---- | -- | -- | -- | -- | -- | -- | --- |
| Camerún        | 7    | 3  | 2  | 1  | 0  | 2  | 0  | +2  |
| Turquía        | 4    | 3  | 1  | 1  | 1  | 4  | 4  | 0   |
| Brasil         | 4    | 3  | 1  | 1  | 1  | 3  | 3  | 0   |
| Estados Unidos | 1    | 3  | 0  | 1  | 2  | 1  | 3  | -2  |

| Equipo        | Pts. | PJ | PG | PE | PP | GF | GC | Dif |
| ------------- | ---- | -- | -- | -- | -- | -- | -- | --- |
| Francia       | 9    | 3  | 3  | 0  | 0  | 8  | 1  | +7  |
| Colombia      | 6    | 3  | 2  | 0  | 1  | 4  | 2  | +2  |
| Japón         | 3    | 3  | 1  | 0  | 2  | 4  | 3  | +1  |
| Nueva Zelanda | 0    | 3  | 0  | 0  | 3  | 1  | 11 | -10 |

## Partido
| 1          | Guardameta     | Idriss Carlos Kameni     |     |
| 3          | Defensa        | Jean-Joël Perrier-Doumbé |     |
| 4          | Defensa        | Rigobert Song            |     |
| 5          | Defensa        | Timothée Atouba          |     |
| 13         | Defensa        | Lucien Mettomo           |     |
| 7          | Centrocampista | Modeste M'bami           |     |
| 8          | Centrocampista | Geremi Njitap            |     |
| 16         | Centrocampista | Valery Mezague           | 91' |
| 19         | Centrocampista | Eric Djemba-Djemba       |     |
| 11         | Delantero      | Pius N'Diefi             | 67' |
| 18         | Delantero      | Mohammadou Idrissou      |     |
| Entrenador | Entrenador     | Winfried Schäfer         |     |

| 16         | Guardameta     | Fabien Barthez   |     |
| 3          | Defensa        | Bixente Lizarazu |     |
| 5          | Defensa        | William Gallas   |     |
| 8          | Defensa        | Marcel Desailly  |     |
| 19         | Defensa        | Willy Sagnol     | 76' |
| 6          | Centrocampista | Olivier Dacourt  | 90' |
| 10         | Centrocampista | Ludovic Giuly    |     |
| 18         | Centrocampista | Benoît Pedretti  |     |
| 19         | Delantero      | Djibril Cissé    |     |
| 11         | Delantero      | Sylvain Wiltord  | 65' |
| 12         | Delantero      | Thierry Henry    |     |
| Entrenador | Entrenador     | Jacques Santini  |     |

| 9  | Delantero      | Samuel Eto'o  | 67' |
| 10 | Centrocampista | Achille Emana | 91' |

| 7  | Centrocampista | Robert Pirès  | 65' |
| 15 | Defensa        | Lilian Thuram | 76' |
| 17 | Centrocampista | Olivier Kapo  | 90' |

| Amonestado | 89' | Modeste M'bami |

| Amonestado | 44' | Olivier Dacourt |

| Gol de oro anotado | 97' | Thierry Henry | 0-1 |

| Árbitro             | Valentin Ivanov |
| Árbitros asistentes | Gennady Krasyuk |
| Árbitros asistentes | Yuri Dupanov    |
| Cuarto árbitro      | Carlos Amarilla |

| 1          | Guardameta     | Idriss Carlos Kameni     |     |
| 3          | Defensa        | Jean-Joël Perrier-Doumbé |     |
| 4          | Defensa        | Rigobert Song            |     |
| 5          | Defensa        | Timothée Atouba          |     |
| 13         | Defensa        | Lucien Mettomo           |     |
| 7          | Centrocampista | Modeste M'bami           |     |
| 8          | Centrocampista | Geremi Njitap            |     |
| 16         | Centrocampista | Valery Mezague           | 91' |
| 19         | Centrocampista | Eric Djemba-Djemba       |     |
| 11         | Delantero      | Pius N'Diefi             | 67' |
| 18         | Delantero      | Mohammadou Idrissou      |     |
| Entrenador | Entrenador     | Winfried Schäfer         |     |

| 16         | Guardameta     | Fabien Barthez   |     |
| 3          | Defensa        | Bixente Lizarazu |     |
| 5          | Defensa        | William Gallas   |     |
| 8          | Defensa        | Marcel Desailly  |     |
| 19         | Defensa        | Willy Sagnol     | 76' |
| 6          | Centrocampista | Olivier Dacourt  | 90' |
| 10         | Centrocampista | Ludovic Giuly    |     |
| 18         | Centrocampista | Benoît Pedretti  |     |
| 19         | Delantero      | Djibril Cissé    |     |
| 11         | Delantero      | Sylvain Wiltord  | 65' |
| 12         | Delantero      | Thierry Henry    |     |
| Entrenador | Entrenador     | Jacques Santini  |     |

| 9  | Delantero      | Samuel Eto'o  | 67' |
| 10 | Centrocampista | Achille Emana | 91' |

| 7  | Centrocampista | Robert Pirès  | 65' |
| 15 | Defensa        | Lilian Thuram | 76' |
| 17 | Centrocampista | Olivier Kapo  | 90' |

| Amonestado | 89' | Modeste M'bami |

| Amonestado | 44' | Olivier Dacourt |

| Gol de oro anotado | 97' | Thierry Henry | 0-1 |

| Árbitro             | Valentin Ivanov |
| Árbitros asistentes | Gennady Krasyuk |
| Árbitros asistentes | Yuri Dupanov    |
| Cuarto árbitro      | Carlos Amarilla |

|                            |
| Bandera de Francia         |
| Campeón Francia 2.º título |